# U-95 (1940)
U-95 — средняя немецкая подводная лодка типа VIIC времён Второй мировой войны.

## История
Заказ на постройку субмарины был отдан 30 мая 1938 года. Лодка была заложена 16 сентября 1939 года на верфи «Германиаверфт» в Киле под строительным номером 600, спущена на воду 18 июля 1940 года. Лодка вошла в строй 31 августа 1940 года под командованием капитан-лейтенанта Герда Шрейбера.

### Флотилии
- 31 августа — 1 ноября 1940 года — 7-я флотилия (учебная)
- 1 ноября 1940 года — 28 ноября 1941 года — 7-я флотилия

### История службы
Лодка совершила 7 боевых походов. Потопила 8 судов суммарным водоизмещением 28 415 брт, повредила 4 судна суммарным водоизмещением 27 916 брт.
Потоплена 28 ноября 1941 года в западной части Средиземного моря, в районе с координатами 36°24′ с. ш. 03°20′ з. д. торпедой голландской подводной лодки O-21. 35 человек погибли, 12 членов экипажа, в том числе командир, были спасены атаковавшей субмариной и направлены в лагерь для военнопленных.